# Piège à Hong Kong
Pour plus de détails, voir Fiche technique et Distribution.
Piège à Hong-Kong ou Coup dur au Québec (Knock Off) est un film multinational réalisé par Tsui Hark et sorti en 1998.

## Synopsis
Tommy Hendricks est un agent spécial infiltré se faisant passer pour un représentant de jeans à Hong Kong. Il découvre que les mafias russe et chinoise préparent un complot pour mettre sur le marché des micro-bombes, mais il a un autre problème, il est accusé d'être au centre d'un trafic illégal de jeans.

## Fiche technique
- Titre français : Piège à Hong Kong
- Titre québécois : Coup dur
- Titre original : Knock Off
- Réalisation : Tsui Hark
- Scénario : Steven de Souza
- Musique : Ron Mael et Russell Mael
- Photographie : Arthur Wong
- Production : Nansun Shi
- Sociétés de production : MDP Worldwide, Film Workshop et Val D'Oro Entertainment
- Distribution : Sony Pictures Releasing / TriStar (États-Unis), Columbia TriStar Films (France)
- Budget : 35 000 000 $
- Pays de production :  États-Unis,  Hong Kong,  Aruba
- Langue originale : anglais
- Format : 2,35:1 -  Dolby Digital - 35 mm
- Genre : action, comédie policière, buddy movie
- Durée : 91 minutes
- Dates de sortie[1] :
  - États-Unis : 4 septembre 1998
  - France : 30 décembre 1998
- Classification[2] :
  - États-Unis : R
  - France : tous publics

## Distribution
- Jean-Claude Van Damme (VF : Patrice Baudrier) : Marcus Ray
- Rob Schneider (VF : Emmanuel Curtil) : Tommy Hendricks
- Lela Rochon (VF : Annie Milon) : Karen Lee
- Paul Sorvino (VF : Jean-Claude Sachot) : Harry Johanson
- Carman Lee : l'inspecteur Ling Ho
- Wyman Wong : Eddie Wang
- Glen Chin : Skinny
- Dennis Chan : un chef d'entrepôt
- Michael Wong : Han
- Moses Chan : Officier Wong
- Lynne Langdon : la secrétaire
- Ray Nicholas : Karl
- Jeff Wolfe : Skaar
- Michael Miller : Tockler
- Leslie Cheung : un jeune travailleur

## Accueil

### Box-office
- 10 319 915 $[3]